# جون إتش آدامز
جون إتش آدامز (بالإنجليزية: John H. Adams)‏ هو فارس أمريكي، ولد في 1 سبتمبر 1914 في Carlyle Township, Clinton County, Illinois ‏ في الولايات المتحدة، وتوفي في 19 أغسطس 1995.